# Гуаровий біб
Гуаровий біб (Cyamopsis tetragonoloba) — зернобобова культура, джерело гуарової камеді.

## Опис
Рослина з волохатими трійчастими листками і рожевими квітками; досягає у висоту до двох метрів. Найкраще росте в умовах, з частими опадами, але добре виносить і посушливі умови. 80 % світового виробництва припадає на Індію, центром розвитку якої є м. Джодхпур в штаті Раджастан. Вирощується в основному в північно-західній Індії і Пакистані, у меншій мірі вирощується у напівпустельних районах Техасу в США, Австралії і Африці.

## Використання
Свіжі зелені стручки використовуються в їжу. Вся рослина використовується як корм худобі. Гуарові боби мають великий ендосперм, який містить галактоманнана камедь — речовину, яка утворює гель у воді. Речовина широко відома як гуарова камідь (Е412) і використовується в молочних продуктах, морозиві, ковбасних виробах і ін.